# Joseph Chailley
Pour les articles homonymes, voir Chailley (homonymie).
Joseph (Paul, Amédée) Chailley, dit Chailley-Bert, né le 4 mars 1854 à Saint-Florentin (Yonne) et mort le 9 novembre 1928 à Paris, est un essayiste et homme politique français, député de la Vendée de 1906 à 1914.

## Biographie

### Jeunesse et études
Joseph Chailley est docteur en droit.
Il est le gendre de Paul Bert étant mariée à sa fille Henriette (1866-1933). Son frère André a lui épousé la troisième fille de Paul Bert : Léonie (1876-1923).
Il épouse en secondes noces la violoniste Charlotte Vormèse.

### Parcours professionnel
Il est professeur à l'École libre des sciences politiques. 
Il collabore notamment à la Revue des deux Mondes et au Journal des Débats. Il s'intéresse particulièrement au développement de la colonisation, fondant l'Institut colonial international en 1893. Et surtout, de 1893 à 1927, il est le secrétaire général puis le directeur général de l'Union coloniale française, et le directeur de son bulletin, La Quinzaine coloniale.
Il est fait officier de la Légion d'honneur en 1898.
Candidat aux élections législatives de 1902 dans la circonscription des Sables-d'Olonne, il est battu par le candidat conservateur Georges de La Rochethulon. Réitérant cette tentative en 1906, il l'emporte cette fois contre le même adversaire. Il s'inscrit au groupe de l'Union démocratique. Réélu en 1910, il s'inscrit au groupe de la Gauche radicale. Il suit particulièrement les affaires coloniales. Maire des Sables-d'Olonne de 1912 à 1919, il ne se représente pas à la députation en 1914.
En 1935, la rue Joseph-Chailley dans le 12e arrondissement de Paris prend son nom en hommage à proximité du Musée des colonies.

## Publications
- Paul Bert au Tonkin. Paris, G. Charpentier, 1887
- Nouveau dictionnaire d'économie politique. Publié sous la direction de M. Léon Say et de M. Joseph Chailley, Paris, Guillaumin, 2 vol., 1891-1892.
- Les compagnies de colonisation sous l'ancien régime. Paris, Armand Colin, 1898
- L'éducation et les colonies. Paris, Armand Colin, 1899
- Java et ses habitants, Paris Armand Colin, 1900 [téléchargeable sur Gallica]
- L'effort de l'Inde et de l'Union sud-africaine. Paris, Bloud and Gay, 1916